# Maoricrypta costata
Maoricrypta costata är en snäckart som först beskrevs av G.B. Sowerby I 1824.  Maoricrypta costata ingår i släktet Maoricrypta och familjen toffelsnäckor. Inga underarter finns listade i Catalogue of Life.

## Bildgalleri

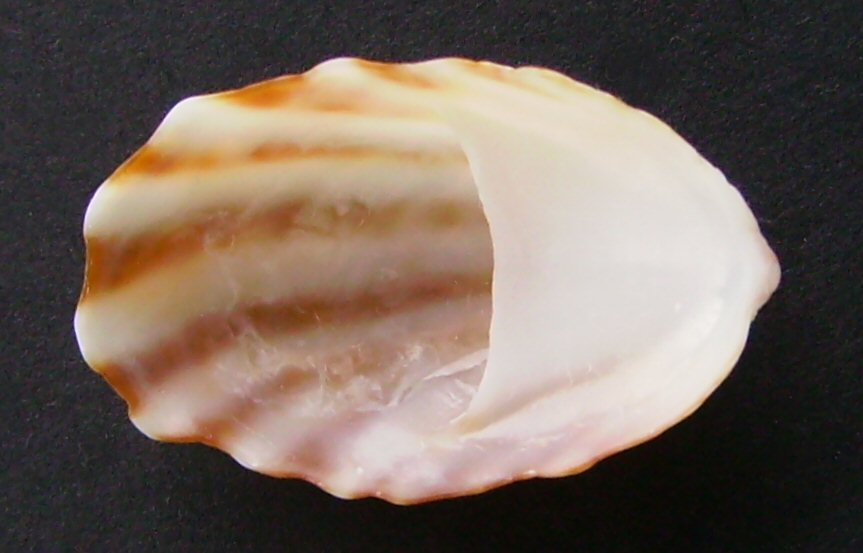